# Старший сын (фильм, 1975)
«Ста́рший сын» — советский цветной двухсерийный телевизионный фильм, поставленный на киностудии «Ленфильм» в 1975 году режиссёром Виталием Мельниковым по одноимённой пьесе Александра Вампилова.
Фильм создан по заказу Государственного комитета СССР по телевидению и радиовещанию. Съёмки картины прошли в пригороде Ленинграда, в районе станции Ржевка.
Премьера в СССР состоялась 20 мая 1976 года.

## Сюжет
Двое незадачливых молодых людей — студент Владимир Бусыгин и его новый случайный приятель Семён Севостьянов по прозвищу Сильва — провожают двух девушек, с которыми только что познакомились в кафе, домой в пригород в надежде на продолжение дружеских отношений. Получив грубый на это отказ, бегом возвращаются на железнодорожную станцию, надеясь уехать, но последнюю вечернюю электричку упускают, опоздав на считанные секунды. Оказавшись холодной осенней ночью в чужом городке, они пытаются напроситься к кому-нибудь переночевать, но безуспешно.
На той же электричке, на которой приехали Владимир и Семён с девушками, домой возвращается молодая женщина Наталья. Её встречает живущий по соседству старшеклассник Васенька, который влюблён в Наталью, но та непреклонна: она заметно старше Васеньки и, будучи секретарём районного суда, насмотрелась на разводы. Из-за неразделённой любви Васенька собирается уйти из дома, сначала конфликтует с сестрой, потом с отцом. Бурное выяснение отношений отца и сына увидели с улицы Бусыгин и Сильва. Отец идёт поговорить с Натальей, постучавшись в дверь, представляется. Находящиеся рядом Владимир и Семён услышали его имя и по-своему поняли, зачем мужчина пошёл ночью к молодой женщине. Владимиру приходит в голову авантюрная идея — назваться внебрачным сыном хозяина квартиры и таким образом решить проблему с ужином и ночлегом.
Андрей Григорьевич Сарафанов, музыкант-кларнетист, воспитавший без жены двоих детей, сознаётся сыну, что до знакомства с мамой Васеньки и его сестры Нины у музыканта был мимолётный роман с женщиной по имени Галина, и он признаёт в неожиданном госте своего внебрачного сына. Реакция Сарафанова так искренна и трогательна, что во Владимире пробуждается совесть. Кроме того, сам он рос без отца. Он не может обманом отвечать на такое доверие и понимает, что проблемы этой семьи ему небезразличны.
Чтобы скоротать время, Сильва тайком от Васеньки начинает успешно ухаживать за Натальей. Бусыгин влюбляется в Нину, но поскольку он — «брат», то открыто признаться ей не может и мучается, ревнуя её к жениху, авиационному радиоинженеру.
Не выдержав, Владимир признаётся во всём Нине, которая тоже прониклась к нему симпатией. Они размышляют, как об этом сообщить Андрею Григорьевичу. В этот момент появляется Сильва: Васенька, обнаружив его в гостях у Натальи, из ревности пытался поджечь её дом. Между Сильвой и Бусыгиным вспыхивает большая ссора, и Сильва в отместку сообщает отцу Сарафанову правду, перед тем как уйти из их дома. Владимир вынужден во всём сознаться. Андрей Григорьевич наотрез отказывается в это верить, искренне полюбив своего «старшего сына», и прощает ему этот жестокий розыгрыш.

## В ролях
| Актёр              | Роль                                  |
| ------------------ | ------------------------------------- |
| Евгений Леонов     | Андрей Григорьевич Сарафанов          |
| Наталья Егорова    | дочь Сарафанова Нина                  |
| Владимир Изотов    | сын Сарафанова Васенька               |
| Николай Караченцов | студент Владимир Бусыгин              |
| Михаил Боярский    | приятель Бусыгина Сильва              |
| Светлана Крючкова  | соседка Сарафановых Наталья Макарская |
| Николай Никольский | жених Нины Михаил Кудимов             |
| Игорь Горбачёв     | сосед в окне                          |

## Съёмочная группа
- сценарий и постановка Виталия Мельникова
- главный оператор — Юрий Векслер

## Факты
- В фильме звучит прелюдия № 5 соль-минор (op. 23) Сергея Рахманинова. Идея её использования принадлежит Олегу Каравайчуку, который был приглашён Мельниковым в качестве композитора, но не стал писать музыку для фильма, а счёл, что именно это произведение наиболее соответствует духу картины.
- На роль Нины пробовалась также Лариса Луппиан, а на роль Натальи — Маргарита Терехова и Людмила Зайцева.
- Во второй серии, в сцене застолья, герой Михаила Боярского напевает и наигрывает на гитаре популярную в то время песню из кинофильма «Генералы песчаных карьеров». Свой репертуар в картине Боярский подобрал себе сам[1].
- За время съёмок картины состоялись четыре свадьбы актёров: Светлана Крючкова (Юрий Векслер), Николай Караченцов (Людмила Поргина), Михаил Боярский (Лариса Луппиан), Николай Никольский[2][3][4].

## Признание и награды
- 1976 — Приз Интервидения и приз за лучший сценарий в разделе драматических произведений на XIII Международном фестивале телевизионных фильмов в Праге[1].